# Olindias phosphorica
Olindias phosphorica är en nässeldjursart som först beskrevs av Delle Chiaje 1841.  Olindias phosphorica ingår i släktet Olindias och familjen Olindiasidae. Inga underarter finns listade i Catalogue of Life.